# Ерік фон Лілінфельд
Ерік фон Лілінфельд (нім. Eric von Lilienfeld; 22 листопада 1915, лицарська миза Рохт, Віронія — 15 жовтня 1942, Атлантичний океан) — німецький офіцер-підводник, оберлейтенант-цур-зее крігсмаріне.

## Біографія
Представник знатного балтійського роду. 5 квітня 1935 року вступив на флот. З січня 1940 року — вахтовий офіцер в 1-й флотилії мінних тральщиків. З серпня 1940 року — командир корабля 14-ї флотилії мінних тральщиків. В січні-червні 1941 року пройшов курс підводника. В липні 1941 року переданий в розпорядження 7-ї флотилії підводних човнів. З серпня 1941 року — 1-й вахтовий офіцер на підводному човні U-553. З листопада 1941 по січень 1942 року пройшов курс командира човна. З 12 лютого 1942 року — командир U-661. 5 вересня 1942 року вийшов у свій перший і останній похід. 14 жовтня потопив югославський торговий теплохід Nikolina Matkovic водотоннажністю 3672 тонни, який перевозив цукор і деревину; 14 з 35 членів екіпажу загинули. Наступного дня U-661 був потоплений в Північній Атлантиці південно-східніше мису Фарвель (53°42′ пн. ш. 35°56′ зх. д.) після тарану британського есмінця «Віконт». Всі 44 членів екіпажу загинули.

## Звання
- Кандидат в офіцери (5 квітня 1935)
- Морський кадет (25 вересня 1935)
- Фенріх-цур-зее (1 липня 1936)
- Оберфенріх-цур-зее (1 січня 1938)
- Лейтенант-цур-зее (1 жовтня 1938)
- Оберлейтенант-цур-зее (1 жовтня 1939)

## Нагороди
- Медаль «За вислугу років у Вермахті» 4-го класу (4 роки)